# 有村一成
有村 一成（ありむら いっせい、1989年3月29日 ‐ ）は、日本のタレント。キリンプロ所属。身長160cm。

## 出演

### テレビドラマ
- 月曜ミステリー劇場「弁護士二重丸承子」（2005年、TBS）

### バラエティ
- 国民能力ランキングクイズ（2002年、日本テレビ）
- ザ!世界仰天ニュース（2004年、日本テレビ）
- こたえてちょーだい!（2004年、フジテレビ）
- 秋の子育てドリルSP!クイズこんな親が子供をダメにする（2004年、関西テレビ）
- ザ・ジャッジ! 〜得する法律ファイル（2004年、フジテレビ）
- 中居正広の金曜日のスマたちへ（2005年、TBS）
- 謎を解け!まさかのミステリー（2005年、日本テレビ）
- 爆笑問題のバク天!（2005年、TBS）
- はねるのトびら（2005年、フジテレビ）
- いつみても波瀾万丈（2005年、日本テレビ）
- 踊る!さんま御殿!!（2005年、日本テレビ）
- あなたは説明できますか?（2005年、TBS）
- 学校へ行こう!「みのりかわ乙女団」（2005年、TBS）

### その他のテレビ番組
- 幻想の館「メンデレーエフの遺産」（2005年、サイエンスチャンネル）ゲン太役

### 映画
- エラ呼吸期（2002年）上口健太役
- フライ・ダディ・フライ（2005年）成島出監督
- 東京大学物語（2005年）江川達也監督

### CM
- グリコ
- サントリー
- コカコーラ
- 東急グループ
- 佐鳴予備校

### VP
- 東京電力
- 日本マンパワー